# Castiel
Castiel är en ort och tidigare kommun i regionen Plessur i den schweiziska kantonen Graubünden. Castiel ligger i nedre delen av Schanfiggdalen, på bergskedjan Hochwangkettes sydsluttning ovanför Plessur-floden.
Byn var rätoromanskspråkig fram tillomkring 1600, då tyska språket tog över. Kyrkan blev reformert omkring 1530. Lantbruk är än idag en viktig näring i Calfreisen, men många pendlar till kantonshuvudstaden Chur, som ligger en mils körväg västerut.
Från och med 2013 ingår Castiel i kommunen Arosa, vars centrum ligger ungefär två mil österut.